# Sara Hutinski
Sara Hutinski est une joueuse slovène de volley-ball née le 20 juin 1991 à Destrnik. Elle mesure 1,86 m et joue au poste de centrale.

## Clubs
| Club                  | De        | À         |
| --------------------- | --------- | --------- |
| Nova KBM Branik       | 2007-2008 | 2012-2013 |
| VK AGEL Prostějov     | 2013-2014 | 2013-2014 |
| PA Venelles           | 2014-2015 | 2014-2015 |
| Racing Club de Cannes | 2015-2016 | 2016-2017 |
| Pallavolo Filottrano  | 2017-2018 | 2017-2018 |
| CS Volei Alba-Blaj    | 2018-2019 | …         |

## Palmarès
- Championnat de Slovénie
  - Vainqueur : 2009, 2011, 2012, 2013.
  - Finaliste : 2008, 2010.
- Coupe de Slovénie
  - Vainqueur : 2010, 2011, 2012.
  - Finaliste : 2008, 2009, 2013.
- Coupe de République tchèque
  - Vainqueur: 2014.
- Championnat de République tchèque
  - Vainqueur : 2014.
- Supercoupe de France
  - Finaliste : 2015, 2016.
- Coupe de France
  - Vainqueur : 2016.
- Championnat de France
  - Finaliste : 2016.
- Coupe de Roumanie
  - Vainqueur : 2019.
- Championnat de Roumanie
  - Vainqueur : 2019.
- Coupe de la CEV
  - Finaliste: 2019.